# Estadi Joseph Haupert

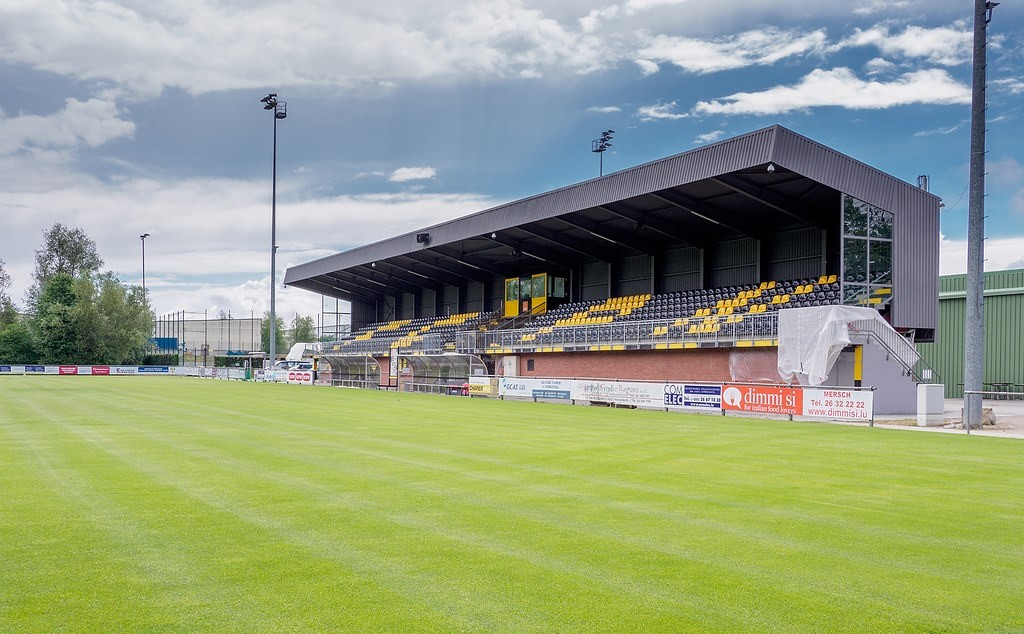

L'estadi Joseph Haupert és un estadi de futbol a Niederkorn, al sud-oest de Luxemburg. Actualment és la seu de l'equip Football Club Progrès Niedercorn, i té una capacitat per a 2.800 persones.